# Johannes Hackl
Johannes Hackl ist ein ehemaliger deutscher Biathlet.
Johannes Hackl gewann bei den Junioren-Weltmeisterschaften 1989 in Voss mit Holger Schönthier, Frank und Jürgen Isenberg den Vizemeistertitel mit der Staffel hinter der Vertretung der Sowjetunion. Ein Jahr später wurde er mit Martin Rossberger, Jürgen Isenberg und Jürgen Wallner in Sodankylä hinter der DDR und der Sowjetunion Dritter. Mit Rossberger und Markus Quappig wurde er im Mannschaftswettbewerb hinter der Sowjetunion Vizeweltmeister. Im Biathlon-Europacup wurde Hackl in der Saison 1988/89 hinter Holger Schönthier und vor Mauro Navillod bei der erstmaligen Austragung des Wettbewerbs Zweiter der Gesamtwertung.